# Seznam skladeb Leopolda Koželuha

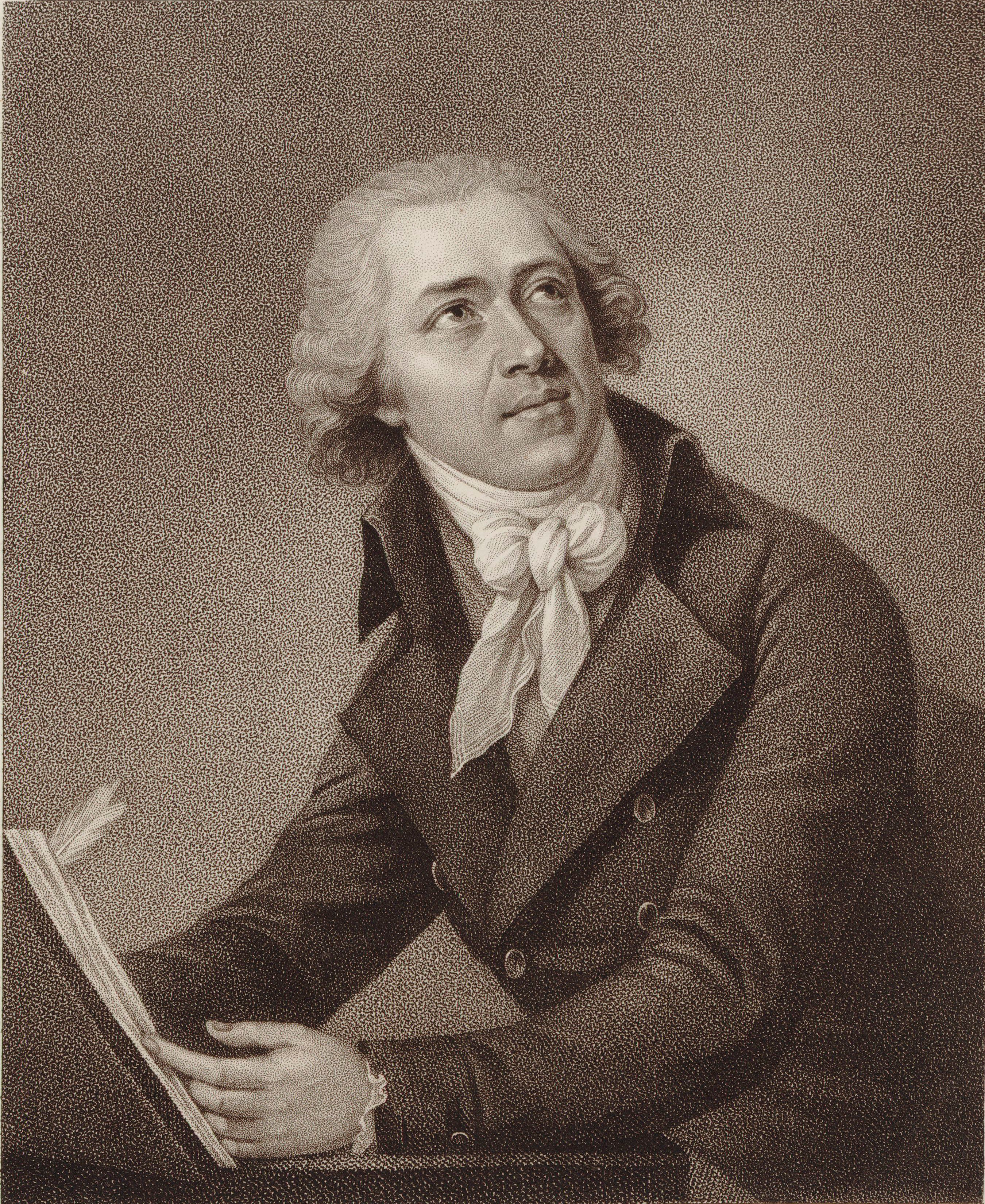
Portrét Leopolda Koželuha, rytina od W. Ridleyho

Toto je seznam skladeb Leopolda Koželuha, českého hudebního skladatele období klasicismu.

## Tvorba
Koželuh napsal okolo 400 skladeb, na 30 symfonií, 22 klavírních koncertů, včetně koncertu pro čtyřruční klavír, pravděpodobně jeden z nejlepších této tehdy neobvyklé formy, dva klarinetové koncerty, 24 houslových sonát, 63 klavírních trií, 6 smyčcových kvartetů, 2 oratoria (jedno z nich, Moses in Ägypten, se nedávno dočkalo nastudování a natočení), 9 kantát a několik duchovních skladeb. Mezi jeho skladbami jsou také opery a baletní díla, která - s výjimkou jedné opery (Gustav Vasa) - v posledních letech ještě nezazněla. Ostatní opery jsou považovány za ztracené, ale preludium ke Gustavu Wasovi, napsané kolem roku 1792, bylo natočeno a příležitostně je vysíláno rozhlasem). Oblíbené byly četné jeho úpravy skotských písní pro edinburského sběratele George Thomsona, z nichž některé byly rovněž nahrány.
V Koželuhově ohromujícím počtu skladeb odrážela prosazování jeho věhlasu coby vynikajícího klavírního virtuosa. Muzikolog Allan Badley naopak označuje Koželuhovy symfonické skladby za "na tehdejší poměry skromné".
Koželuhovy skladby jsou setříděny na základě katalogizace českého muzikologa Milana Poštolky s označením P a římská číslice...

## Symfonie a ouvertury
- P I: 1 \ Symfonie D dur "L'Arlechino"
- P I: 2 \ Symfonie C dur
- P I: 3 \ Symfonie D dur Op. 22 č. 1
- P I: 4 \ Symfonie F dur Op. 22 č. 2
- P I: 5 \ Symfonie g moll Op. 22 č. 3
- P I: 6 \ Symfonie C dur Op. 24 č. 1
- P I: 7 \ Symfonie A dur Op. 24 č. 2
- P I: 8 \ Symfonie G dur Op. 24 č. 3
- P I: 9 \ Symfonie C dur
- P I:10 \ Symfonie A dur "A la Française"
- P I:11 \ Symfonie B dur "L'irresoluto"
- P I:A1 \ Symfonie A dur
- P I:D1 \ Symfonie D dur (ztraceno)
- P I:D2 \ Symfonie D dur
- P I:D3 \ Symfonie D dur
- P I:E1 \ Symfonie E dur
- P I:F1 \ Symfonie F dur
- P I:G1 \ Symfonie G dur
- P II:1 \ Sinfonia concertante Es dur
- P II:2 \ Sinfonia concertante C dur
- P III:1 \ Ouvertura G dur
- P III:1 \ Ouvertura Op. 9 G dur
- P III:2 \ Ouvertura D dur

## Koncerty
- P IV: 1 \ Koncert pro klávesové nástroje Op. 12 F dur
- P IV: 2 \ Koncert pro klávesové nástroje Op. 13 B dur
- P IV: 3 \ Koncert pro klávesové nástroje Op. 11 G dur
- P IV: 4 \ Koncert pro klávesové nástroje Op. 16 A dur
- P IV: 5 \ Koncert pro klávesové nástroje Op. 15 Es dur
- P IV: 6 \ Koncert pro klávesové nástroje C dur
- P IV: 7 \ Koncert pro klávesové nástroje Op. 25 D dur
- P IV: 8 \ Koncert pro čtyřruční klávesový nástroj B dur
- P IV: 9 \ Koncert pro cembalo D dur
- P IV:10 \ Koncert pro cembalo D dur
- P IV:11 \ Rondový koncert pro cembalo Es dur
- P IV:12 \ Koncert pro cembalo E dur
- P IV:13 \ Koncert pro cembalo F dur
- P IV:14 \ Koncert pro klávesové nástroje F dur
- P IV:15 \ Koncert pro klávesové nástroje Op. 36 C dur
- P IV:16 \ Koncert pro klávesové nástroje Op. 45 Es dur
- P IV:17 \ Klavírní koncert C dur
- P IV:18 \ Klavírní koncert C dur
- P IV:19 \ Fantazie pro klavír a orchestr d moll
- P IV:20 \ Koncert pro cembalo E dur
- P IV:D1 \ Koncert pro cembalo D dur
- P IV:D2 \ Klavírní koncert D dur
- P IV:F1 \ Koncert pro cembalo F dur
- P V: 1 \ Klarinetový koncert Es dur
- P V: 2 \ Klarinetový koncert Es dur
- P V: 3 \ Sonáta pro klarinet a orchestr Es dur
- P V:B1 \ Koncert pro fagot B dur
- P V:C1 \ Koncert pro fagot C dur

## Serenády a partity
- P VI: 1 \ Serenáda Op. 11 č. 1 D dur
- P VI: 2 \ Serenáda Op. 11 č. 2 Es dur
- P VI: 3 \ Partita F dur
- P VI: 4 \ Divertimento pro dechové kvinteto D dur
- P VI: 5 \ Divertimento pro dechové kvinteto D dur
- P VI: 6 \ Nokturno D dur
- P VI: 7 \ Divertimento pro dechové kvinteto Es dur
- P VI: 8 \ Partita F dur
- P VI: 9 \ Divertimento pro klavír a dechy Es dur
- P VI:10 \ Divertimento pro klavír a dechy Es dur
- P VI:B1 \ Komorní partita B dur
- P VI:B2 \ Komorní partita B dur
- P VI:B3 \ Komorní partita B dur
- P VI:c1 \ Komorní partita c moll
- P VI:d1 \ Komorní partita d moll
- P VI:D1 \ Dechová symfonie D dur
- P VI:d2 \ Komorní partita d moll
- P VI:Es1 \ Kasace Es dur
- P VI:Es2 \ Dechový kvintet Es dur
- P VI:Es3 \ Partita Es dur
- P VI:F1 \ Partita F dur (ztraceno)

## Tance a pochody
- P VII:1 \ 6 Contredanses
- P VII:2 \ 12 německých tanců
- P VII:3 \ 15 německých tanců
- P VII:4 \ 15 německých tanců
- P VII:5 \ 12 německých tanců
- P VII:6 \ Pochod pro Wiener Freykorps C dur

## Smyčcová kvarteta
- P VIII:1 \ Smyčcový kvartet Op. 32 č. 1 B dur
- P VIII:2 \ Smyčcový kvartet Op. 32 č. 2 G dur
- P VIII:3 \ Smyčcový kvartet Op. 32 č. 3 Es dur
- P VIII:4 \ Smyčcový kvartet Op. 33 č. 1 C dur
- P VIII:5 \ Smyčcový kvartet Op. 33 č. 2 A dur
- P VIII:6 \ Smyčcový kvartet Op. 33 č. 3 F dur

## Tria pro klávesové nástroje
- P IX: 1 \ Klavírní trio Op. 3 č. 1 D dur
- P IX: 2 \ Klavírní trio Op. 3 č. 2 F dur
- P IX: 3 \ Klavírní trio Op. 3 č. 3 Es dur
- P IX: 4 \ Klavírní trio Op. 6 č. 1 C dur
- P IX: 5 \ Klavírní trio Op. 6 č. 2 G dur
- P IX: 6 \ Klavírní trio Op. 6 č. 3 B dur
- P IX: 7 \ Klavírní trio Op. 21 č. 1 C dur
- P IX: 8 \ Klavírní trio Op. 21 č. 2 A dur
- P IX: 9 \ Klavírní trio Op. 21 č. 3 Es dur
- P IX:10 \ Klavírní trio Op. 23 č. 1 G dur
- P IX:11 \ Klavírní trio Op. 23 č. 2 c moll
- P IX:12 \ Klavírní trio Op. 23 č. 3 F dur
- P IX:13 \ Klavírní trio Op. 27 č. 1 B dur
- P IX:14 \ Klavírní trio Op. 27 č. 2 A dur
- P IX:15 \ Klavírní trio Op. 27 č. 3 g moll
- P IX:16 \ Klavírní trio Op. 28 č. 1 Es dur
- P IX:17 \ Klavírní trio Op. 28 č. 2 D dur
- P IX:18 \ Klavírní trio Op. 28 č. 3 e moll
- P IX:19 \ Klavírní trio G dur
- P IX:20 \ Klavírní trio Es dur
- P IX:21 \ Klavírní trio C dur
- P IX:22 \ Klavírní trio Es dur
- P IX:23 \ Klavírní trio F dur
- P IX:24 \ Klavírní trio Op. 34 č. 1 B dur
- P IX:25 \ Klavírní trio Op. 34 č. 2 G dur
- P IX:26 \ Klavírní trio Op. 34 č. 3 C dur
- P IX:27 \ Klavírní trio Op. 36 C dur
- P IX:28 \ Klavírní trio Op. 37 č. 1 D dur
- P IX:29 \ Klavírní trio Op. 37 č. 2 F dur
- P IX:30 \ Klavírní trio Op. 37 č. 3 G dur
- P IX:31 \ Klavírní trio Op. 40 č. 1 F dur
- P IX:32 \ Klavírní trio Op. 40 č. 2 C dur
- P IX:33 \ Klavírní trio Op. 40 č. 3 e moll
- P IX:34 \ Klavírní trio Op. 41 č. 1 B dur
- P IX:35 \ Klavírní trio Op. 41 č. 2 D dur
- P IX:36 \ Klavírní trio Op. 41 č. 3 G dur
- P IX:37 \ Klavírní trio Op. 44 č. 1 F dur
- P IX:38 \ Klavírní trio Op. 44 č. 2 G dur
- P IX:39 \ Klavírní trio Op. 44 č. 3 D dur
- P IX:40 \ Klavírní trio Op. 46 č. 1 G dur
- P IX:41 \ Klavírní trio Op. 46 č. 2 B dur
- P IX:42 \ Klavírní trio Op. 46 č. 3 F dur
- P IX:43 \ Klavírní trio Op. 47 č. 1 C dur
- P IX:44 \ Klavírní trio Op. 47 č. 2 A dur
- P IX:45 \ Klavírní trio Op. 47 č. 3 g moll
- P IX:46 \ Klavírní trio Op. 48 č. 1 Es dur
- P IX:47 \ Klavírní trio Op. 48 č. 2 A dur
- P IX:48 \ Klavírní trio Op. 48 č. 3 B dur
- P IX:49 \ Klavírní trio Op. 49 č. 1 D dur
- P IX:50 \ Klavírní trio Op. 49 č. 2 Es dur
- P IX:51 \ Klavírní trio Op. 49 č. 3 C dur
- P IX:52 \ Klavírní trio Op. 50 č. 1 B dur
- P IX:53 \ Klavírní trio Op. 50 č. 2 D dur
- P IX:54 \ Klavírní trio Op. 50 č. 3 Es dur
- P IX:55 \ Klavírní trio Op. 63 č. 1 B dur
- P IX:56 \ Klavírní trio Op. 63 č. 2 F dur
- P IX:57 \ Klavírní trio Op. 63 č. 3 C dur
- P IX:58 \ Klavírní trio Op. 64 č. 1 D dur
- P IX:59 \ Klavírní trio Op. 64 č. 2 G dur
- P IX:60 \ Klavírní trio Op. 64 č. 3 Es dur
- P IX:61 \ Klavírní trio Op. 52 č. 1 D dur
- P IX:62 \ Klavírní trio Op. 52 č. 2 C dur
- P IX:63 \ Klavírní trio Op. 52 č. 3 B dur
- P IX:A1 \ Klavírní trio A dur
- P IX:D1 \ Klavírní trio D dur
- P IX:F1 \ Klavírní trio F dur
- P IX:G1 \ Klavírní trio G dur

## Sonáty pro klávesové nástroje
Kompletní sonátová tvorba pro klávesové nástroje Leopolda Koželuha byla vydána nakladatelstvím Bärenreiter ve čtyřech svazcích, editorem byl Christopher Hogwood.
- P X: 1 \ Sonáta pro klávesový nástroj s houslemi D dur
- P X: 2 \ Sonáta pro klávesový nástroj s houslemi F dur
- P X: 3 \ Sonáta pro klávesový nástroj s houslemi Es dur
- P X: 4 \ Sonáta pro klávesový nástroj s houslemi Op. 10 č. 1 Es dur
- P X: 5 \ Sonáta pro klávesový nástroj s houslemi Op. 10 č. 2 C dur
- P X: 6 \ Sonáta pro klávesový nástroj s houslemi Op. 17 č. 1 f moll
- P X: 7 \ Sonáta pro klávesový nástroj s houslemi Op. 17 č. 2 A dur
- P X: 8 \ Sonáta pro klávesový nástroj s houslemi Op. 17 č. 3 Es dur
- P X: 9 \ Sonáta pro klávesový nástroj s houslemi A dur
- P X:10 \ Sonáta pro klávesový nástroj s houslemi Op. 20 č. 1 D dur (ztraceno)
- P X:11 \ Sonáta pro klávesový nástroj s houslemi Op. 20 č. 2 C dur (ztraceno)
- P X:12 \ Sonáta pro klávesový nástroj s houslemi Op. 20 č. 3 G dur (ztraceno)
- P X:13 \ Sonáta pro klávesový nástroj s houslemi Op. 18 č. 1 g moll
- P X:14 \ Sonáta pro klávesový nástroj s houslemi Op. 18 č. 2 C dur
- P X:15 \ Sonáta pro klávesový nástroj s houslemi Op. 18 č. 3 As dur
- P X:16 \ Sonáta pro klávesový nástroj s houslemi Op. 16 č. 1 G dur
- P X:17 \ Sonáta pro klávesový nástroj s houslemi Op. 16 č. 2 c moll
- P X:18 \ Sonáta pro klávesový nástroj s houslemi Op. 16 č. 3 F dur
- P X:19 \ Sonáta pro klávesový nástroj s houslemi Op. 23 č. 1 E dur
- P X:20 \ Sonáta pro klávesový nástroj s houslemi Op. 23 č. 2 G dur
- P X:21 \ Sonáta pro klávesový nástroj s houslemi Op. 23 č. 3 D dur
- P X:22 \ Sonáta pro klávesový nástroj s houslemi Op. 23 č. 4 B dur
- P X:23 \ Sonáta pro klávesový nástroj s houslemi Op. 23 č. 5 f moll
- P X:24 \ Sonáta pro klávesový nástroj s houslemi Op. 23 č. 6 G dur
- P XI:1 \ Sonáta pro čtyřruční klávesový nástroj Op. 4 F dur
- P XI:2 \ Sonáta pro čtyřruční klávesový nástroj Op. 8 č. 3 B dur
- P XI:3 \ Sonáta pro čtyřruční klávesový nástroj Op. 19 F dur
- P XI:4 \ Sonáta pro čtyřruční klávesový nástroj Op. 29 B dur
- P XI:5 \ Sonáta pro čtyřruční klávesový nástroj Op. 12 č. 1 C dur
- P XI:6 \ Sonáta pro čtyřruční klávesový nástroj Op. 12 č. 2 F dur
- P XI:7 \ Sonáta pro čtyřruční klávesový nástroj Op. 12 č. 3 D dur
- P XII: 1 \ Sonáta pro cembalo F dur
- P XII: 2 \ Sonáta pro klávesový nástroj A dur
- P XII: 3 \ Sonáta pro klávesový nástroj Op. 13 č. 1 Es dur
- P XII: 4 \ Sonáta pro klávesový nástroj F dur
- P XII: 5 \ Sonáta pro klávesový nástroj C dur
- P XII: 6 \ Sonáta pro klávesový nástroj Op. 13 č. 3 e moll
- P XII: 7 \ Sonáta pro klávesový nástroj Op. 13 č. 2 G dur
- P XII: 8 \ Sonáta pro klávesový nástroj Op. 1 č. 1 F dur
- P XII: 9 \ Sonáta pro klávesový nástroj Op. 1 č. 2 Es dur
- P XII:10 \ Sonáta pro klávesový nástroj Op. 1 č. 3 D dur
- P XII:11 \ Sonáta pro klávesový nástroj Op. 2 č. 1 B dur
- P XII:12 \ Sonáta pro klávesový nástroj Op. 2 č. 2 A dur
- P XII:13 \ Sonáta pro klávesový nástroj Op. 2 č. 3 c moll
- P XII:14 \ Sonáta pro klávesový nástroj D dur
- P XII:15 \ Sonáta pro klávesový nástroj Op. 8 č. 1 Es dur
- P XII:16 \ Sonáta pro klávesový nástroj Op. 8 č. 2 C dur
- P XII:17 \ Sonáta pro klávesový nástroj Op. 15 č. 1 g moll
- P XII:18 \ Sonáta pro klávesový nástroj Op. 15 č. 2 C dur
- P XII:19 \ Sonáta pro klávesový nástroj Op. 15 č. 3 As dur
- P XII:20 \ Sonáta pro klávesový nástroj Op. 17 č. 1 f moll
- P XII:21 \ Sonáta pro klávesový nástroj Op. 17 č. 2 A dur
- P XII:22 \ Sonáta pro klávesový nástroj Op. 17 č. 3 Es dur
- P XII:23 \ Sonáta pro klávesový nástroj Op. 20 č. 1 F dur
- P XII:24 \ Sonáta pro klávesový nástroj Op. 20 č. 2 C dur
- P XII:25 \ Sonáta pro klávesový nástroj Op. 20 č. 3 d moll
- P XII:26 \ Sonáta pro klávesový nástroj Op. 26 č. 1 D dur
- P XII:27 \ Sonáta pro klávesový nástroj Op. 26 č. 2 a moll
- P XII:28 \ Sonáta pro klávesový nástroj Op. 26 č. 3 Es dur
- P XII:29 \ Sonáta pro klávesový nástroj Op. 30 č. 1 B dur
- P XII:30 \ Sonáta pro klávesový nástroj Op. 30 č. 2 G dur
- P XII:31 \ Sonáta pro klávesový nástroj Op. 30 č. 3 c moll
- P XII:32 \ Sonáta pro klávesový nástroj Op. 35 č. 1 F dur
- P XII:33 \ Sonáta pro klávesový nástroj Op. 35 č. 2 A dur
- P XII:34 \ Sonáta pro klávesový nástroj Op. 35 č. 3 g moll
- P XII:35 \ Sonáta pro klávesový nástroj Op. 38 č. 1 Es dur
- P XII:36 \ Sonáta pro klávesový nástroj Op. 38 č. 2 C dur
- P XII:37 \ Sonáta pro klávesový nástroj Op. 38 č. 3 f moll
- P XII:38 \ Klavírní sonáta Op. 51 č. 1 Es dur
- P XII:39 \ Klavírní sonáta Op. 51 č. 2 c moll
- P XII:40 \ Klavírní sonáta Op. 51 č. 3 d moll
- P XII:41 \ Sonáta pro cembalo C dur
- P XII:42 \ Sonáta pro cembalo Es dur
- P XII:43 \ Klavírní sonáta B dur (ztraceno)
- P XII:44 \ Klavírní sonáta A dur (ztraceno)
- P XII:45 \ Klavírní sonáta e moll (ztraceno)
- P XII:46 \ Sonáta pro klávesový nástroj G dur (ztraceno)
- P XII:47 \ Sonáta pro klávesový nástroj F dur (ztraceno)
- P XII:48 \ Sonáta pro klávesový nástroj Es dur (ztraceno)
- P XII:49 \ Klavírní sonáta G dur (ztraceno)
- P XII:50 \ Klavírní sonáta G dur
- P XII:C1 \ Sonáta pro cembalo C dur
- P XII:D1 \ Sonáta pro cembalo D dur
- P XII:Es1 \ Sonáta pro cembalo Es dur
- P XII:Es2 \ Sonáta pro cembalo Es dur
- P XII:G1 \ Sonáta pro cembalo G dur
- P XII:G2 \ Sonáta pro cembalo G dur

## Skladby pro klávesové nástroje
- P XIII: 1 \ Andante a Pochod pro cembalo
- P XIII: 2 \ La Chasse pro klávesový nástroj Op. 5 B dur
- P XIII: 3 \ Capriccio pro klavír Op. 45 č. 1 Es dur
- P XIII: 4 \ Capriccio pro klavír Op. 45 č. 2 B dur
- P XIII: 5 \ Capriccio pro klavír Op. 45 č. 3 c moll
- P XIII: 6 \ Piece pro klavír Op. 43 č. 1 a moll
- P XIII: 7 \ Piece pro klavír Op. 43 č. 2 C dur
- P XIII: 8 \ Piece pro klavír Op. 43 č. 3 C dur
- P XIII: 9 \ Piece pro klavír Op. 43 č. 4 C dur
- P XIII:10 \ Piece pro klavír Op. 43 č. 5 F dur
- P XIII:11 \ Piece pro klavír Op. 43 č. 6 G dur
- P XIII:12 \ Piece pro klavír Op. 43 č. 7 G dur
- P XIII:13 \ Piece pro klavír Op. 43 č. 8 C dur
- P XIII:14 \ Piece pro klavír Op. 43 č. 9 a moll
- P XIII:15 \ Piece pro klavír Op. 43 č. 10 B moll
- P XIII:16 \ Piece pro klavír Op. 43 č. 11 d moll
- P XIII:17 \ Piece pro klavír Op. 43 č. 12 Es dur
- P XIII:a1 \ Sicilienne pro klávesový nástroj a moll
- P XIII:C1 \ Bernoise pro klávesový nástroj C dur
- P XIII:F1 \ La chasse au sanglier pro klávesový nástroj F dur
- P XIII:g1 \ Pastorale pro klávesový nástroj g moll
- P XIII:G1 \ Romance pro klávesový nástroj G dur
- P XIII:G2 \ Air cosaque pro klávesový nástroj G dur
- P XIV: 1 \ 13 menuetů pro cembalo
- P XIV: 2 \ Menuetto angloise pro cembalo F dur
- P XIV: 3 \ Polonéza pro cembalo C dur
- P XIV: 4 \ 9 menuetů pro cembalo
- P XIV: 5 \ 6 Contredanses pro klávesový nástroj
- P XIV: 6 \ Wachtel Menuett pro klávesový nástroj Fis moll
- P XIV: 7 \ 12 menuetů pro klávesový nástroj
- P XIV: 8 \ 15 německých tanců pro klávesový nástroj
- P XIV: 9 \ 15 německých tanců a 6 Ecossaises pro klavír
- P XIV:10 \ Marsch für das Corps der Freywilligen des Handelstandes von Wien C dur
- P XIV:11 \ 12 německých tanců pro klavír
- P XIV:C1 \ 12 ländlerů pro klávesový nástroj C dur
- P XIV:D1 \ 10 německých tanců a 12 ländlerů pro klavír
- P XIV:Es1 \ 10 ländlerů a Coda pro klavír Es dur
- P XIV:F1 \ 7 Polonaises pro klavír

## Ostatní komorní hudba
- P XV:1 \ Houslové duo D dur
- P XV:2 \ Houslové duo B dur
- P XV:3 \ Houslové duo G dur
- P XV:4 \ Trio pro flétnu, housle a violoncello G dur
- P XV:5 \ Lovecká fanfára pro 3 rohy C dur
- P XV:6 \ Duet pro housle a violu D dur
- P XV:7 \ Duet pro flétnu a violoncello e moll
- P XV:8 \ Duet pro flétnu a violoncello C dur
- P XV:9 \ Duet pro flétnu a violoncello D dur

## Oratoria
- P XVI:1 \ Moisè in Egitto
- P XVI:2 \ La Giuditta (ztraceno)

## Sborové skladby
- P XVII:1 \ Sbor k La Galatea P XIX:7 C dur
- P XVIII:1 \ Nokturno Op. 42 č. 1 c moll
- P XVIII:2 \ Nokturno Op. 42 č. 2 g moll
- P XVIII:3 \ Nokturno Op. 42 č. 3 B dur
- P XVIII:4 \ Nokturno Op. 42 č. 4 d moll
- P XVIII:5 \ Nokturno Op. 42 č. 5 Es dur
- P XVIII:6 \ Nokturno Op. 42 č. 6 C dur
- P XVIII:B1 \ Kvartet: Dum ti dum B dur

## Světské kantaty a árie
- P XIX:1 \ Denis Klage auf den Todt Marien Theresien
- P XIX:2 \ Kantáta: Quanto è mai tormentosa
- P XIX:3 \ Kantáta Op. 11: Joseph, der Menschheit Segen
- P XIX:4 \ Kantáta to Maria Theresia Paradis
- P XIX:5 \ Kantáta Op. 8: Chloe, siehst du nicht voll grausen
- P XIX:6 \ Kantáta ke korunovaci Leopolda II.
- P XIX:7 \ La Galatea (ztraceno)
- P XIX:8 \ In un fiero contrasto
- P XIX:9 \ Cantata pastorale per la Natività di Nostro Signor Gesù Christo (ztraceno)
- P XX:1 \ Caro bene Es dur
- P XX:2 \ Misero me! che veggo Es dur
- P XX:3 \ Se mai senti G dur

## Písně
- P XXI: 1 \ 15 Lieder
- P XXI: 2 \ 12 Lieder
- P XXI: 3 \ Šťastný pár As dur
- P XXI: 4 \ 12 Ariette Op. 31
- P XXI: 5 \ De l'arbre ces fruits G dur
- P XXI: 6 \ Marschlied für das Wiener Freycorps C dur
- P XXI: 7 \ Marschlied für das akademische Bürgercorps B dur
- P XXI: 8 \ 3 Airs François
- P XXI: 9 \ Hört! Maurer, auf der Weisheit lehren A dur
- P XXI:10 \ In questa tomba oscura c moll
- P XXI:11 \ 12 Canzonette
- P XXI:12 \ Mein Mädchen D dur
- P XXI:13 \ Des Kriegers Abschied C dur
- P XXI:14 \ Leiser nannt' ich deinen Namen c moll
- P XXI:15 \ Let the declining damask rose G dur
- P XXI:C1 \ Aufruf an die Böhmen C dur
- P XXI:C2 \ 27 Solfeggi
- P XXII:1 \ Skotské, irské a velšské písně
- P XXII:2 \ Velšské písně
- P XXII:A1 \ Skotské melodie upravené pro klávesový nástroj

## Opery
- P XXIII:1 \ Le Muzet (ztraceno)
- P XXIII:2 \ Debora e Sisara (ztraceno)
- P XXIII:3 \ Didone abbandonata (ztraceno)
- P XXIII:4 \ Télémaque dans l'île de Calypso (ztraceno)
- P XXIII:5 \ Judith und Holofernes (ztraceno)
- P XXIII:6 \ Gustav Vasa

## Baletní hudba
- P XXIV:1 \ Balet Op. 39: La ritrovata figlia di Ottone II
- P XXIV:2 \ Arlechino (ztraceno)
- P XXIV:3 \ Balet C dur
- P XXIV:4 \ Balet F dur
- P XXIV:5 \ Pantomima a moll
- P XXIV:6 \ Télémaque dans l'île de Calypso (balet) (ztraceno)

## Duchovní hudba
- P XXV: 1 \ Mše C dur
- P XXV: 2 \ Tantum ergo F dur
- P XXV: 3 \ Mandavit Deus Es dur
- P XXV: 4 \ Quaeso ad me veni Es dur
- P XXV: 5 \ Umbra noctis orbem tangit B dur
- P XXV: 6 \ Domine non sul dignus Es dur
- P XXV: 7 \ Gottes Liebe cis moll
- P XXV:A1 \ Mše A dur
- P XXV:A2 \ Ofertorium A dur
- P XXV:A3 \ Aeh quanta vis amoris A dur
- P XXV:A4 \ Mater dolorosa A dur
- P XXV:B1 \ Ad hoc festum chori B dur
- P XXV:B2 \ Omni die Mariae B dur
- P XXV:B3 \ Magne Deus audi B dur
- P XXV:C1 \ Missa brevis C dur
- P XXV:D1 \ Missa brevis D dur
- P XXV:D2 \ Amati quaeso montes D dur
- P XXV:Es1 \ Cernis o anima Es dur
- P XXV:g1 \ Mše g moll